# Hasdrúbal el Cabrit
Hasdrúbal anomenat el Cabrit (en llatí Haedus, en grec antic Ἔριφος) va ser un dels caps dels cartaginesos del grup favorable a la pau amb Roma, cap al final de la Segona Guerra Púnica.
Juntament amb Hannó II el Gran va protegir els ambaixadors romans enviats per Escipió de la fúria del poble cartaginès i els va facilitar la sortida del país, protegits per dos trirrems cartaginesos. Es va oposar sistemàticament als Bàrquides (la família dels Barca i el partit democràtic). Després de la batalla de Zama l'any 202 aC va ser un dels ambaixadors enviats a demanar la pau a Escipió i després va anar a Roma per fixar els termes del tractat final de pau. Segons Titus Livi, va ser un dels artífexs principals de l'acord, i el que va fer més per l'èxit de la negociació. Encara a la tornada a Cartago apareix per un temps com a membre del partit contrari als Bàrquides.